# اچ‌ام‌اس کایکوس (کی۵۰۵)
اچ‌ام‌اس کایکوس (کی۵۰۵) (به انگلیسی: HMS Caicos (K505)) یک کشتی بود که طول آن ۲۸۵٫۵ فوت (۸۷٫۰ متر) بود. این کشتی در سال ۱۹۴۳ ساخته شد.